# Copa Intercontinental FIBA
La Copa Intercontinental de Clubes de baloncesto, también denominada durante algunas ediciones como Campeonato Mundial de Clubes de baloncesto, es una competición oficial masculina intercontinental a nivel de clubes para designar al mejor equipo del baloncesto FIBA. Aunque vale aclarar que los equipos NBA y Euroleague no juegan la Copa Intercontinental FIBA.
La competición vio la luz en enero de 1966 hasta 1987 (apareciendo tan solo en la edición de 1996),  hasta desaparecer en 1999.
La Copa Intercontinental se reeditó en 2013 gracias al acuerdo entre FIBA-EUROLIGA (2013-2015), enfrentando al campeón de la Euroliga (FIBA Europa) -máxima competición europea de clubes- contra el campeón de FIBA Américas, esperando en un futuro volver a reeditar un Mundial Intercontinental de Clubes con todos los campeones continentales. En 2016, tras la nueva escisión FIBA-EUROLIGA (ULEB), acudiría el representante de la tercera competición europea en importancia, gestionada por FIBA (Copa Europea de la FIBA), en lugar del campeón de la Euroliga. En 2017, con la escisión todavía abierta entre FIBA y Euroliga, el representante impuesto por la FIBA sería el de la recién creada Liga de Campeones de Baloncesto FIBA.

## Historia
La Copa Intercontinental de Baloncesto es una competición internacional cuyos orígenes parten de la competición organizada por el FIBA bajo la mano de Raimundo Saporta, directivo del club y presidente de la Federación Internacional de Baloncesto (FIBA), y bajo la autorización y el apoyo de William Jones, su secretario general.
La competición (Copa Intercontinental FIBA) se disputó por primera vez en enero de 1966 con motivo de la inauguración del nuevo recinto baloncestístico del club madrileño, el pabellón de la antigua Ciudad Deportiva del Real Madrid (posteriormente denominado Pabellón Raimundo Saporta), sirviendo como punto de arranque de un torneo nacido en Madrid, que pasó a tener distintas denominaciones, siendo la más conocida la de Torneo de Navidad, cuyo trofeo utilizado hasta 1980 fue el mismo que el de la primera edición de la Copa Intercontinental. Por ello, la edición de enero de 1966 sirvió como punto de arranque tanto de la Copa Intercontinental FIBA como del Torneo Internacional de Navidad FIBA. La segunda edición del Torneo de Navidad (diciembre de 1966), ya desvinculada de la Intercontinental, fue bautizada como Copa Latina (no confundir con la Copa Latina de 1952/53 debido a la procedencia de los equipos participantes, y no fue hasta la tercera edición, en 1967, cuando el torneo fue rebautizado por la popular y más conocida denominación de Torneo de Navidad (también denominado Trofeo Raimundo Saporta y posteriormente Memorial Fernando Martín). En aquella primera ocasión los contendientes fueron el Ignis Varese (campeón), el S.C. Corinthians (subcampeón), el Real Madrid campeón de España y anfitrión (tercer clasificado) y el Jamaco Saint Chicago (cuarto clasificado).
Paralelamente, y tras abandonar la denominación de Copa Intercontinental, la FIBA retomaría el concepto de la prestigiosa competición y nacería el Mundial de Clubes de Baloncesto FIBA (Copa Intercontinental), ante la dimensión y el carácter competitivo y de prestigio que adquirió el Torneo del Real Madrid por los clubes participantes. Se le dio así un carácter de auténtica Copa del Mundo de Clubes de Baloncesto, que estaría vigente hasta 1987 y retomada por un año en 1996 como Copa Intercontinental.
El sistema de competición siempre fue liguero salvo en la edición de 1981. Se jugaba el torneo entero en el campo de uno de los participantes, que ejercía de anfitrión. El Real Madrid venció en São Paulo al E. C. Sírio por 109 a 83 en la única ocasión en la que el título se decidió a partido único.
La última edición oficial, de aquella primera etapa, se disputó en Milán en 1987, pero en el verano de 1996, el campeón europeo Panathinaikos B.S.A. se enfrentó de forma oficiosa al campeón sudamericano Olimpia B.C. en un play off al mejor de tres partidos, reconocido posteriormente por FIBA. Los argentinos de Venado Tuerto se impusieron en el primer partido de la serie por 89 a 83 pero perdieron, en suelo griego, los dos siguientes por 83 a 78 y 101 76. Los atenienses conquistaron la Copa Intercontinental (así se llamó el torneo, con el visto bueno de la FIBA) pero el experimento de resucitar el Mundial de Clubes no tuvo éxito y desde entonces ya no ha vuelto a disputarse. Tan solo perviviría en el Championship FIBA-NBA (1987-1999).
Su relevencia, tanto deportiva como mediática estuvo en entredicho, dado que la participación era por invitación, y no incluía a equipos importantes de la NCAA o de las ligas profesionales americanas (NBA y ABA), motivo por el que no prosperó como torneo oficial.
Debido a la falta de acuerdos por parte de la FIBA y diferentes organizaciones, así como las dificultades de encontrar un calendario que sea asumible por todos, en la actualidad no existe ninguna competición estable de carácter internacional que pueda designar a un campeón del mundo de baloncesto a nivel de equipos.
En 2013 tras el acuerdo alcanzado entre la FIBA, FIBA Américas y la Euroliga se reeditó la Copa Intercontinental, disputándose por segunda vez a doble partido (tras la edición de 1996), entre dos contendientes (a pesar de sus denominaciones precedentes), el Campeón de América (FIBA Américas) y el Campeón de Europa (Euroliga). Con el objetivo de que en un futuro se volviera a disputar un verdadero Mundial de Clubes. Ya que en las ediciones anteriores, a pesar de la denominación, había diversos equipos de diferentes zonas (de ahí el cambio de denominación por Mundial de Clubes en algunas ediciones), y en la que algunos participaban por invitación. Siendo la Copa Interncontinental FIBA-Euroliga la sucesora de las competiciones internacionales de clubes.
En 2016, Tras la nueva ruptura entre la FIBA y la Euroliga de la ULEB, el representante sería el campeón de la Copa Europea de la FIBA (nacida en 2015), en lugar del representante de la Euroliga, algo que supuso todo un desafío ya que la Euroliga seguía siendo la máxima competición europea de clubes. En 2017, con la escisión todavía abierta entre FIBA y Euroliga, el representante propuesto por la FIBA sería el de la recién creada Liga de Campeones de Baloncesto FIBA (competición por detrás de las gestionadas por la ULEB).
El Real Madrid Baloncesto ostenta el récord de títulos con 5, más 3 subcampeonatos, siendo el club más laureado.

### Denominaciones
- Copa Intercontinental FIBA (World Cup): (1966-1980)
- Copa Mundial de Clubes FIBA: (1981)
- Copa Intercontinental FIBA (World Cup)

(1982-1984)
- Copa Mundial de Clubes FIBA: (1985-1987)
- Copa Intercontinental FIBA (World Cup): (1996)
- Copa Intercontinental FIBA (World Cup): (2013-Act.)

-Desde 1973, el torneo también ha sido nombrado en honor a Renato William Jones, por lo que los nombres oficiales completos del torneo serían: Copa Intercontinental FIBA "William Jones" o Copa Mundial de Clubes FIBA "William Jones" .
-El torneo también se conoce como la Copa Intercontinental de Clubes FIBA, con el fin de evitar la confusión con la Copa Intercontinental FIBA de selecciones nacionales (1972).
-La Copa Intercontinental FIBA se reeditó en 2013 tras el acuerdo alcanzado con la Euroliga (integrada desde 2004 en FIBA Europa).

### Modelos de trofeos
En la primera edición se entregó el mismo que el que se utilizaba en el conocido Torneo Internacional de Navidad FIBA, al ser el origen de dicha competición, para posteriormente cambiar el trofeo a uno de reducidas proporciones hasta la aparición del Championship FIBA-NBA que cambiaría.
En la reanudación de 2013 de la Copa Intercontinental FIBA encontraríamos uno dorado, que en la temporada de 2017, tras la nueva separación entre FIBA y EUROLIGA, se cambiaría a uno diferente y novedoso.

## Palmarés
| Edición                                                       | Año                                               | Formato                                           | Campeón                                           | Resultado                                         | Subcampeón                                        | Sede                                              | MVP                                               |
| Copa Intercontinental de Clubes FIBA (no oficial)             | Copa Intercontinental de Clubes FIBA (no oficial) | Copa Intercontinental de Clubes FIBA (no oficial) | Copa Intercontinental de Clubes FIBA (no oficial) | Copa Intercontinental de Clubes FIBA (no oficial) | Copa Intercontinental de Clubes FIBA (no oficial) | Copa Intercontinental de Clubes FIBA (no oficial) | Copa Intercontinental de Clubes FIBA (no oficial) |
| ------------------------------------------------------------- | ------------------------------------------------- | ------------------------------------------------- | ------------------------------------------------- | ------------------------------------------------- | ------------------------------------------------- | ------------------------------------------------- | ------------------------------------------------- |
|                                                               | 1965                                              | A2                                                | S.C. Corinthians                                  | 118 - 109                                         | Real Madrid                                       | São Paulo, Brasil                                 | Wlamir Marques                                    |
| Copa Intercontinental de Clubes FIBA                          |                                                   |                                                   |                                                   |                                                   |                                                   |                                                   |                                                   |
| I                                                             | 1966                                              | A4                                                | Pallacanestro Varese                              | 66 - 59                                           | S.C. Corinthians                                  | Madrid, España                                    | Giovanni Gavagnin                                 |
| II                                                            | 1967                                              | A5                                                | Akron Goodyear Wingfoots                          | 78 - 72                                           | Pallacanestro Varese                              | Varese, Nápoles y Roma; Italia                    | Tony Gennari                                      |
| III                                                           | 1968                                              | A4                                                | Akron Goodyear Wingfoots                          | 105 - 73                                          | Real Madrid                                       | Filadelfia, Estados Unidos                        | Miles Aiken                                       |
| IV                                                            | 1969                                              | A5                                                | Akron Goodyear Wingfoots                          | 84 - 71                                           | Spartak Brno                                      | Macon, Estados Unidos                             | Jan Bobrovský                                     |
| V                                                             | 1970                                              | A5                                                | Pallacanestro Varese                              | Liga                                              | Real Madrid                                       | Varese, Italia                                    | Jiří Zídek Sr.                                    |
| VI                                                            | 1972                                              | A4                                                | NABL All-Stars                                    | Liga                                              | Unión Soviética                                   | São Paulo, Brasil                                 |                                                   |
| VII                                                           | 1973                                              | A5                                                | Pallacanestro Varese                              | Liga                                              | E.C. Sírio                                        | São Paulo, Brasil                                 | Arturo Guerrero                                   |
| VIII                                                          | 1974                                              | A6                                                | Maryland Terrapins                                | Liga                                              | Pallacanestro Varese                              | México, D. F., México                             | John Lucas II                                     |
| IX                                                            | 1975                                              | A6                                                | Pallacanestro Cantù                               | Liga                                              | E.C. Amazonas Franca                              | Cantù, Italia                                     | Wayne Brabender                                   |
| X                                                             | 1976                                              | A6                                                | Real Madrid                                       | Liga                                              | Pallacanestro Varese                              | Buenos Aires, Argentina                           | Rafael Rullán                                     |
| XI                                                            | 1977                                              | A6                                                | Real Madrid                                       | Liga                                              | Pallacanestro Varese                              | Madrid, España                                    | Walter Szczerbiak                                 |
| XII                                                           | 1978                                              | A5                                                | Real Madrid                                       | Liga                                              | C. A. Obras Sanitarias                            | Buenos Aires, Argentina                           | John Coughran                                     |
| XIII                                                          | 1979                                              | A5                                                | E. C. Sírio                                       | Liga                                              | K. K. Bosna                                       | São Paulo, Brasil                                 | Oscar Schmidt                                     |
| XIV                                                           | 1980                                              | A5                                                | Maccabi Tel Aviv B. C.                            | Liga                                              | A. A. Francana                                    | Sarajevo, Yugoslavia                              | Earl Williams                                     |
| Mundial de Clubes FIBA                                        |                                                   |                                                   |                                                   |                                                   |                                                   |                                                   |                                                   |
| XV                                                            | 1981                                              | A10                                               | Real Madrid                                       | 109 - 83                                          | E. C. Sírio                                       | São Paulo, Brasil                                 | Earl Williams                                     |
| Copa Intercontinental de Clubes FIBA                          |                                                   |                                                   |                                                   |                                                   |                                                   |                                                   |                                                   |
| XVI                                                           | 1982                                              | A6                                                | Pallacanestro Cantù                               | Liga                                              | Eerste Bossche B. C.                              | Bolduque, Países Bajos                            | Antonello Riva                                    |
| XVII                                                          | 1983                                              | A6                                                | C. A. Obras Sanitarias                            | Liga                                              | Pallacanestro Cantù                               | Buenos Aires, Argentina                           | Antonello Riva                                    |
| XVIII                                                         | 1984                                              | A5                                                | P. V. Roma                                        | Liga                                              | C. A. Obras Sanitarias                            | São Paulo, Brasil                                 | Ray Townsend                                      |
| Mundial de Clubes FIBA                                        |                                                   |                                                   |                                                   |                                                   |                                                   |                                                   |                                                   |
| XIX                                                           | 1985                                              | A10                                               | F. C. Barcelona                                   | 93 - 89                                           | C. A. Monte Líbano                                | Barcelona y Gerona, España                        | Juan Antonio San Epifanio                         |
| XX                                                            | 1986                                              | A8                                                | B. C. Žalgiris                                    | 84 - 78                                           | C. Ferro Carril Oeste                             | Buenos Aires, Argentina                           | Arvydas Sabonis                                   |
| XXI                                                           | 1987                                              | A8                                                | P. O. Milano                                      | 100 - 84                                          | F. C. Barcelona                                   | Milán, Italia                                     | Juan Antonio San Epifanio                         |
| Copa Intercontinental de Clubes FIBA                          |                                                   |                                                   |                                                   |                                                   |                                                   |                                                   |                                                   |
| XXII                                                          | 1996                                              | A2                                                | Panathinaikós                                     | 83 - 89, 83 - 78, 101 - 76 (2-1)                  | Olimpia B. C.                                     | Rosario, Argentina y Atenas, Grecia               | Jorge Racca                                       |
| Championship FIBA-NBA (1987-1999)                             |                                                   |                                                   |                                                   |                                                   |                                                   |                                                   |                                                   |
| Copa Intercontinental de Clubes FIBA-EUROLIGA                 |                                                   |                                                   |                                                   |                                                   |                                                   |                                                   |                                                   |
| XXIII                                                         | 2013                                              | A2                                                | Olympiakos                                        | 81 - 70, 86 - 69                                  | E. C. Pinheiros Sky                               | São Paulo, Brasil                                 | Vassilis Spanoulis                                |
| XXIV                                                          | 2014                                              | A2                                                | C. R. Flamengo                                    | 66 - 69, 90 - 77                                  | Maccabi Electra                                   | Río de Janeiro, Brasil                            | Nicolás Laprovittola                              |
| XXV                                                           | 2015                                              | A2                                                | Real Madrid                                       | 90 - 91, 91 - 79                                  | Bauru Basketball                                  | São Paulo, Brasil                                 | Sergio Llull                                      |
| Copa Intercontinental de Clubes FIBA (Escisión Euroliga-ULEB) |                                                   |                                                   |                                                   |                                                   |                                                   |                                                   |                                                   |
| XXVI                                                          | 2016                                              | A2                                                | Guaros de Lara                                    | 74 - 69                                           | Fraport Skyliners                                 | Fráncfort del Meno, Alemania                      | Zach Graham                                       |
| XXVII                                                         | 2017                                              | A2                                                | C. B. Canarias                                    | 76 - 71                                           | Guaros de Lara                                    | San Cristóbal de La Laguna, España                | Mike Tobey                                        |
| XXVIII                                                        | 2019                                              | A4                                                | A. E. K.                                          | 86 - 70                                           | C. R. Flamengo                                    | Río de Janeiro, Brasil                            | Jordan Theodore                                   |
| XXIX                                                          | 2020                                              | A4                                                | C. B. Canarias                                    | 80 - 72                                           | V. P. Bologna                                     | San Cristóbal de La Laguna, España                | Marcelinho Huertas                                |
| XXX                                                           | 2021                                              | A2                                                | C. B. San Pablo Burgos                            | 82 - 73                                           | A. A. Quimsa                                      | Buenos Aires, Argentina                           | Vítor Benite                                      |
| XXXI                                                          | 2022                                              | A4                                                | C. R. Flamengo                                    | 75 - 62                                           | C. B. San Pablo Burgos                            | Seis de Octubre, Egipto                           | Lucas Martínez                                    |
| XXXII                                                         | 2023-I                                            | A4                                                | C. B. Canarias                                    | 89 - 68                                           | São Paulo F. C.                                   | San Cristóbal de La Laguna, España                | Bruno Fitipaldo                                   |
| XXXIII                                                        | 2023-II                                           | A6                                                | Franca B. C.                                      | 70 - 69                                           | Baskets Bonn                                      | Singapur                                          | David Jackson                                     |
| XXXIV                                                         | 2024                                              | A6                                                | C. B. Málaga                                      | 75 - 60                                           | NBA G League United                               | Singapur                                          | Dylan Osetkowski                                  |

Nota: En 2013 se reeditó la Copa Intercontinental con nuevo formato tras el acuerdo FIBA-Euroliga (integrada en FIBA Europa). A diferencia de las anteriores ediciones, es una Copa Intercontinental propiamente dicha, enfrentando automáticamente al Campeón de FIBA Europa con el campeón de FIBA Américas.
En 2016, tras una nueva separación entre FIBA y EUROLIGA (ULEB), accedería el representante de la tercera competición continental (la primera en importancia organizada por la FIBA), la Copa Europea de la FIBA, lo que supondría un posible conflicto con la Euroliga, la máxima competición europea de clubes según los organizadores de la Euroliga. A partir de 2017 ocurriría lo mismo, en este caso accediendo desde la recién nacida Liga de Campeones de Baloncesto de la FIBA, que seguía siendo en principio la tercera competición continental en importancia, por detrás de las gestionadas por la ULEB.

### Títulos por equipo
El más laureado de la competición es el Real Madrid que ostenta 5 títulos intercontinentales FIBA de carácter mundial, divididos en: 4 Copas Intercontinentales (récord) y 1 Copa del Mundo de Clubes, habiendo disputado 8 finales en total (incluyendo la no oficial de 1965).
Las ediciones de 1965 (no oficial) y la de 1972 (selecciones nacionales) no aparecen en este palmarés.
Copa Intercontinental de Clubes (FIBA) / Mundial de Clubes (FIBA)
|    | Equipo                 | Títulos | Subtítulos | Campeonatos                  |
| -- | ---------------------- | ------- | ---------- | ---------------------------- |
| 1  | Real Madrid            | 5       | 2          | 1976, 1977, 1978, 1981, 2015 |
| 2  | Pallacanestro Varese   | 3       | 4          | 1966, 1970, 1973             |
| 3  | Akron Wingfoots        | 3       | -          | 1967, 1968, 1969             |
| 4  | C. B. Canarias         | 3       | -          | 2017, 2020, 2023-I           |
| 5  | Pallacanestro Cantù    | 2       | 1          | 1975, 1982                   |
| 6  | C. R. Flamengo         | 2       | 1          | 2014, 2022                   |
| 7  | E. C. Sírio            | 1       | 2          | 1979                         |
| 8  | C. A. Obras Sanitarias | 1       | 2          | 1983                         |
| 9  | Franca B. C.           | 1       | 2          | 2023-II                      |
| 10 | Maccabi Tel Aviv B. C. | 1       | 1          | 1980                         |
| 11 | F. C. Barcelona        | 1       | 1          | 1985                         |
| 12 | Guaros de Lara         | 1       | 1          | 2016                         |
| 13 | San Pablo Burgos       | 1       | 1          | 2021                         |
| 14 | Maryland Terrapins     | 1       | -          | 1974                         |
| 15 | P. V. Roma             | 1       | -          | 1984                         |
| 16 | B. C. Žalgiris         | 1       | -          | 1986                         |
| 17 | P. O. Milano           | 1       | -          | 1987                         |
| 18 | Panathinaikós A. O.    | 1       | -          | 1996                         |
| 19 | Olympiakós Piraeus     | 1       | -          | 2013                         |
| 20 | A. E. K.               | 1       | -          | 2019                         |
| 21 | C. B. Málaga           | 1       | -          | 2024                         |
| 22 | Corinthians            | -       | 1          |                              |
| 23 | Brno                   | -       | 1          |                              |
| 24 | K. K. Bosna            | -       | 1          |                              |
| 25 | Den Bosch              | -       | 1          |                              |
| 26 | Monte Líbano           | -       | 1          |                              |
| 27 | C. Ferro Carril Oeste  | -       | 1          |                              |
| 28 | Olimpia B. C.          | -       | 1          |                              |
| 29 | Pinheiros              | -       | 1          |                              |
| 30 | Bauru                  | -       | 1          |                              |
| 31 | Fraport Skyliners      | -       | 1          |                              |
| 32 | V. P. Bologna          | -       | 1          |                              |
| 33 | A. A. Quimsa           | -       | 1          |                              |
| 34 | São Paulo              | -       | 1          |                              |
| 35 | Baskets Bonn           | -       | 1          |                              |
| 36 | NBA G League United    | -       | 1          |                              |

### Títulos por país
|    | País                 | Títulos | Subtítulos | Clubes                                                                                           |
| -- | -------------------- | ------- | ---------- | ------------------------------------------------------------------------------------------------ |
| 1  | España               | 11      | 5          | Real Madrid (5), C. B. Canarias (3), F. C. Barcelona (1), San Pablo Burgos (1), C. B. Málaga (1) |
| 2  | Italia               | 7       | 6          | Pallacanestro Varese (3), Pallacanestro Cantù (2), P. V. Roma (1), P. O. Milano (1)              |
| 3  | Brasil               | 4       | 10         | C. R. Flamengo (2), E. C. Sírio (1), Franca B. C. (1)                                            |
| 4  | Estados Unidos       | 4       | 1          | Akron Wingfoots (3), Maryland Terrapins (1)                                                      |
| 5  | Grecia               | 3       | -          | Panathinaikós A. O. (1), Olympiakós Piraeus (1), A. E. K. (1)                                    |
| 6  | Argentina            | 1       | 5          | C. A. Obras Sanitarias                                                                           |
| 7  | Israel               | 1       | 1          | Maccabi Tel Aviv B. C.                                                                           |
| 8  | Venezuela            | 1       | 1          | Guaros de Lara                                                                                   |
| 9  | Lituania             | 1       | -          | B. C. Žalgiris                                                                                   |
| 10 | Alemania             | -       | 2          |                                                                                                  |
| 11 | República Checa      | -       | 1          |                                                                                                  |
| 12 | Bosnia y Herzegovina | -       | 1          |                                                                                                  |
| 13 | Países Bajos         | -       | 1          |                                                                                                  |